# Jovana Mihajlović
Jovana Mihajlović est une ancienne joueuse de volley-ball serbe née le 9 octobre 1994. Elle mesure 1,81 m et jouait au poste de réceptionneuse-attaquante. 

## Clubs
| Club          | De        | À         |
| ------------- | --------- | --------- |
| Zrenjanin 023 | 2008-2009 | 2009-2010 |
| ŽOK Varadin   | 2010-2011 | 2012-2013 |
| ŽOK Jedinstvo | 2013-2014 | 2013-2014 |
| ŽOK Futog     | 2015-2016 | 2016-2017 |